# Annelies De Maré
Annelies De Maré (19 maart 1990) is een Belgische zwemster. Haar specialiteit is de vrije slag. Ze is aangesloten bij zwemclub BRABO.
De Maré werd al in verschillende categorieën Vlaams en Belgisch kampioene. Ze is houdster van de Belgische records op de 100 meter vrije slag in klein bad en groot bad en tevens van het estafetterecord op de 4x100meter vrije slag in groot bad. 

## Belangrijkste prestaties
| Jaar | Olympische Spelen | WK langebaan       | WK kortebaan  | EK langebaan        | EK kortebaan                                               |
| ---- | ----------------- | ------------------ | ------------- | ------------------- | ---------------------------------------------------------- |
| 2008 | geen deelname     |                    | geen deelname | geen deelname       | 25e 50m vrije slag 12e 100m vrije slag 20e 200m vrije slag |
| 2009 |                   | 51e 50m vrije slag |               |                     | 28e 100m vrije slag                                        |
| 2010 |                   |                    | geen deelname | 22e 100m vrije slag | 20e 50m vrije slag 14e 100m vrije slag 31e 200m vrije slag |
| 2011 |                   | geen deelname      |               |                     | geen deelname                                              |
| 2012 | geen deelname     |                    | geen deelname | geen deelname       | geen deelname                                              |

## Persoonlijke records
(Per 1 december 2010)

### Langebaan
| afstand          | tijd    | datum      | plaats    |
| ---------------- | ------- | ---------- | --------- |
| 50 m vrije slag  | 25,99   | 16-01-2010 | Antwerpen |
| 100 m vrije slag | 55,71   | 14-05-2010 | Antwerpen |
| 200 m vrije slag | 2.01,11 | 16-05-2010 | Antwerpen |

### Kortebaan
| afstand          | tijd    | datum    | plaats     |
| ---------------- | ------- | -------- | ---------- |
| 50 m vrije slag  | 25,16   | 15-11-08 | Wachtebeke |
| 100 m vrije slag | BR54,22 | 15-11-08 | Wachtebeke |
| 200 m vrije slag | 1.58,73 | 15-11-08 | Wachtebeke |